# Una misa por la ciudad de Arras
Una misa por la ciudad de Arras es el título de la novela Msza za miasto Arras del escritor polaco Andrzej Szczypiorski, publicada en polaco en 1971 y en español en 1991. Recibió el premio del Pen Club polaco en el año de su publicación. El título de la novela establece una relación entre el nombre de la ciudad y la costumbre católica de celebrar una misa por los difuntos.
Syczypiorski valoró la novela de la forma siguiente: ”Mi libro realmente más importante es “Una misa por la ciudad de Arras”. Toda mi filosofía radica allí, todo lo que pienso sobre las personas, sobre la sociedad. Este libro es mi alegato a favor de la tolerancia y muestra cómo la intolerancia corrompe a una sociedad.”

## Referencia histórica
En la primavera de 1458 la peste y el hambre asolaron la ciudad de Arras, en el norte de Francia, que entonces formaba parte de los Países Bajos borgoñones. En un mes, murió casi una quinta parte de la población.
De 1459 a 1461 tuvo lugar "La gran vauderie de Arras", un período de paroxismo religioso, con juicios por herejías imaginarias, persecución de judíos, brujas y otros sospechosos de trato con el demonio, así como saqueos y crímenes. Los juicios tuvieron la peculiaridad de haberse desarrollado en un entorno urbano y de haber implicado a personas de todas las condiciones sociales. De 29 acusados, incluidas 10 mujeres, 12 fueron ejecutados, incluidas 8 mujeres. El término “vauderie”, fue usado originalmente para designar a los seguidores -vaudois- de Pedro Valdo, que fueron un grupo religioso heretico perseguidos por la Inquisicion desde fines del siglo XII. A partir del siglo XV se aplicó de forma genérica a cualquier herejía. Lo sucedido fue narrado en sus memorias por el cronista Jacques Du Clercq.

## Técnica narrativa
El narrador, Jan, oscila entre dos polos: por una parte el padre Albert y su fanatismo religioso; por la otra, David, el príncipe-obispo, que no cree en Dios, sino en la importancia de las pasiones. En el centro de su largo monólogo no solo se revelan los actos de los protagonistas, sino los argumentos sobre la justificación ideológica de decisiones moralmente extremas. La novela se convierte así en una confrontación de ideas que son planteadas, en parte, de forma sofística, de acuerdo a los intereses o intenciones de los protagonistas. La narración oscila entre el reportaje y la descripción del estado anímico de Jan.
“En el nombre del Padre, del Hijo y del Espíritu Santo. Amén”: esta frase, con la Jan cual comienza cada capítulo y que recorre todo el libro como un leitmotiv, es más que un recurso compositivo, la señal de la cruz transfiere automáticamente la narración al plano de lo sagrado, como en el bautismo, la misa, o un exorcismo, confiriéndole al relato la solemnidad del discurso religioso. La letanía estilística eleva el discurso a oración y semeja una autoconcedida absolución, un intento de superar y  legitimar la locura de la cual se ha apoderado la ciudad de Arras, así como de justificar el comportamiento del narrador. Como narrador deliberativo, Jan no solo enfatiza la miseria y la muerte, sino también el elemento liberador de las dramáticas circunstancias, el cambio y disolución de la jerarquía existente. El lector está supeditado a la narración de Jan, ya que no hay otras informaciones sobre lo sucedido.
La historia no se atiene a la cronología de los acontecimientos sino que varía la perspectiva temporal.

## Estructura
No existen, de hecho,  capítulos, pero está dividido en 18 secciones, que comienzan respectivamente con “En el nombre del Padre, del Hijo y del Espíritu Santo. Amén”. La trama se puede resumir de la forma siguiente:
Prólogo: Intento de fuga de Jan
1. Descripción del intento de fuga. La vida de Jan en Gante, llegada a Arras y conversación con Albert
2. Conversación entre Jan y Albert
3. Confrontación entre Albert y David
4. Comienzo de narración en lo que respecta a los acontecimientos en Arras. Muerte de un caballo. Celsus, un judío es acusado de ello y se suicida. Confrontación entre Albert y Farías de Saxe. Jan debe apelar a David, cosa que no hace. Diálogo de Jan con Albert
5. La peste en Arras. Intervención de David. La mujer asesina, su juicio, muerte y consecuencias
6. La peste (continuación)
7. Retorno a la normalidad. Continuación del caso de Celsus. Reflexiones de Jan. Reforma del Consejo
8. Armonía relativa en Arras. Itzhak, un judío, pide el cadáver de Celsus
9. Deliberación en el Consejo. Discurso de Albert. Los judíos como culpables de la peste. Muerte de Itzhak
10. Flagelantes. Clima de denuncia. Muerte de otro judío
11. Jan en Brujas. Conversación entre Jan y Farías De Saxe. Discurso de Albert
12. Arresto y muerte de Farías de Saxe
13. Jan y Chastell. Mujeres son acusadas de brujería y quemadas. Reflexiones de Jan
14. Intento de fuga de Jan, condena y salvación. Intervención de David
15. Reflexiones de Albert sobre la fe previas a su muerte
16. Arras luego de la muerte de Albert y la intervención de David. Misa por la ciudad
17. Los integrantes del Consejo son juzgados y expulsados de la ciudad. Discusión entre Jan y David
18. Jan abandona Arras

## Argumento
Jan, llega a Arras a los veinte años de edad. El clérigo Albert, moralmente estricto, se hace cargo del joven y se ocupa de su formación.
Albert ha instado a los ciudadanos de Arras a vivir vidas piadosas y los ha amenazado con el demonio y el infierno. A causa de ello, algunos se han ido a otras tierras, "donde había menos santidad pero más comida"
En la primavera de 1458, surge un brote de peste en la ciudad, matando a una quinta parte de la población en un mes. El obispo David llega a Arras para poner la situación bajo control e instituye un régimen estricto: no solo hace cerrar y vigilar las puertas de la ciudad, sino que también ordena la quema de la comida tocada por los enfermos, medida que no es entendida por los habitantes. El resultado es una hambruna. David trata de abastecer a la ciudad eniviando víveres, pero los carromatos que transportan los alimentos son atacados a menudo por atracadores. Desesperados, los hambrientos desentierraron a los muertos y se dan a todo tipo de excesos. Una madre asfixia a su bebé recién nacido, lo hierve y hace una sopa con él para sus otros hijos. Cuando los sirvientes de la ciudad la arrastran ante el consejo, confiesa el crimen. Alberto le ahorra la tortura habitual, pero para horror de los reunidos en el lugar de la ejecución, le niega los últimos sacramentos antes de que el verdugo la decapite. A través de esta decisión, el clérigo despierta la ira de los ciudadanos, quienes temen que Dios castigará a la ciudad. Dado el dramatismo de la situación, la población prevé el fin del mundo. La ciudad ha sido presa de los vicios más rampantes. Incluso cuando la plaga termina, todavía se produsen "escenas profanas y lascivas", pero gradualmente la gente comienza a avergonzarse y clamar por purificación. Dado que las oraciones y los sermones de Albert no han evitado la tragedia, los ciudadanos dudan de él. Carpinteros, tejedores de telas, herreros y panaderos son admitidos por Albert en el ayuntamiento, que antes estaba reservado a los patricios. No es fácil para la gente común: hasta ahora solo habían protestado contra las regulaciones del Consejo sin hacer ninguna sugerencia propia, pero ahora tienen que tomar decisiones ellos mismos. En vez de ello prefieren volver a escuchar a Albert, el cual, compartiendo aparentemente el poder con los ignorantes, lo mantiene en sus manos.
En 1461, el fabricante de cuerdas Gervais encuentra uno de sus caballos -que había estado sano la noche anterior-muerto en el establo. Un fabricante de cuerdas testifica que el judío Celus habría pronunciado maldiciones durante la noche. Celus es arrestado, pero antes de que se resuelva el caso, se ahorca en el sótano del Ayuntamiento. Poco después, Icchak, representante de la comunidad judía de Arras, se presenta ante el consejo y pide cortésmente que se libere el cuerpo para que los familiares pudiedan enterrarlo. Algunos de los nuevos miembros del consejo se sienten provocados por la sumisión de Icchak. Debido a que Arras tiene que ser limpiado de todos los males, el consejo hace quemar vivo al judío. Además, se incendian casas de la Judería. Procesiones de  Flagelantes recorren las calles. Se sospecha que Farias de Saxe, el ciudadano más rico y distinguido de la ciudad de Arras, que es también miembro del consejo de la ciudad, disecciona cadáveres de animales con un médico de Worms. Existe también la sospecha de que está celebrando misas negras, vive en lujuria y colabora con los judíos. Los miembros del consejo, que consideran que Saxe no los trata con el respeto que merecen, lo condenan a muerte.
Los acontecimientos adquieren una dinámica propia y son incontrolables. Siete mujeres son quemadas por brujas. Ocurren ajustes de cuentas, calumnias y asesinatos. Los informantes acechan por todas partes. Incluso los miembros del consejo desconfían unos de otros. Los ciudadanos de Arras también confabulan contra Jan, se le ha acusa de connivencia con Farias de Saxe. Es capturado, encerrado en el calabozo del ayuntamiento y condenado a muerte. La noche anterior a la ejecución, se corre la voz de que el obispo de Utrecht estaba a punto de llegar. El consejo considera desacertado y sin sentido ofrecer resistencia al señor de la ciudad. Se abren las puertas y Jan es liberado. Albert muere de hidropesía por la mañana.
David, feliz de volver a ver a Jan, dice una Misa por la ciudad de Arras. Perdona todos los pecados, declara nulos los juicios por herejes y brujas de los últimos meses y rehabilita a Icchak y Farias de Saxe. En lugar de ejecutar a los miembros del consejo como se esperaba, los llama necios y los expulsa de la ciudad.

## Personajes
Jan crecido en Gante y acostumbrado a una vida frívola, amigo de David, el príncipe-obispo de Utrecht llega a Arras para mejorar su educación. Saca provecho de las enseñanzas de Albert y asciende en la jerarquía social.  Como miembro de la intelectualidad, arrogantemente piadoso y lleno de celo revolucionario, aprueba los tormentos infligidos a los "forasteros" en nombre de la rectitud moral y política. Sin embargo, cuando se enfrenta a una escalada de violencia y, en última instancia, a su propia caída, debe renunciar a la ciudad que lo adoptó y escapar del horror de una sociedad enloquecida, retornando al mundo del cual provenía. En su papel de narrador se puede observar a menudo la discrepancia entre lo que -por una parte- piensa y siente, y aquello que dice y hace.
Albert es, sin lugar a dudas la figura fundamental de la narración, por lo menos en lo que se refiere a las consecuencias de sus actos. Es un forastero como Jan y dice de sí mismo: "Arribé a Artois desde mi lejano Sur no tanto por necesidad del corazón como por orden de mis superiores... Así transcurrió mi vida enseñandoos las virtudes cristianas. Deseaba una cosa: que la ciudad gustase a Dios... Bajo mi tutela os habéis abierto un estrecho sendero hacia el cielo"  De forma semejante: "En todo el mundo florece una vida llena de jolgorios y placeres fáciles de satisfacer. Es Arras les espera la lucha por la salvación"
David de Borgoña es una figura histórica, nació 1427 en Arras, hijo ilegítimo de Felipe III "el bueno" de Valois, duque de Borgoña. Fue párroco de la catedral de San Donaciano en Brujas en 1439 y obispo de Thérouanne en 1451. Felipe III lo colocó como obispo de Utrecht para consolidar su poder en el condado de Holanda. Murió 1496 en esa ciudad. Si bien es descripto inicialmente como "el bastardo real era un truhan infatigable, diablo con cuerpo humano, glotón, mentiroso, lleno de soberbia salvaje y de las ideas más descabelladas", en la práctica se revela como un gobernante eficiente, pragmático y representante de la "Realpolitik". Hablando de sus súbditos dice: "...me apetece ver caras contentas y saciedad general, porque sólo entonces me sentiré seguro disfrutando de la vida!" Abastece a Arras durante la epidemia, la pacifica luego de los desórdenes ocurridos y se muestra benigno con los culpables: "Lo que pasó , no pasó y lo que fue, no fue"  Personaje con sentido de humor y temperamento sanguíneo está en fuerte contraste con el espíritu sombrío de Albert.
Farias de Saxe es "un sabio en materia de competencias y aplicación de leyes y ocupaba un sillón en el consejo" Manifiesta un espíritu científico, racional y pragmático. Durante la epidemia "vigilaba estrictamente que las tímidas raciones de alimentos llegase por igual a todas las bocas". Hablando de Celsius dice: "Yo no he sido su juez... Y no me hubiera gustado serlo. Porque siempre me pesa una duda, siempre admito la posibilidad del error y por eso permanezco al margen"  Luego de ser condenado a muerte manifiesta que "No deseo en absoluto ser mártir pero sé que nada peor puede ocurrirle a un hombre bajo el sol que confesar culpas no cometidas. Porque eso obstruye para otros los caminos de la virtud" 

## Temas

### Arras y Polonia
En su prólogo a la edición francesa, el traductor François Rosset traza un paralelismo entre la ficción de esta novela y los  acontecimientos en Polonia en 1968, donde la revuelta de estudiantes e intelectuales había sido reprimida con purgas y detenciones abusivas, afectando en particular a los judíos. Si bien los judíos luego de la Segunda Guerra Mundial y el exterminio en el Holocausto constituían una pequeña minoría en Polonia, estaban muy presentes en los círculos intelectuales, culturales, en el gobierno y en el ejército. Ello llevó a críticas y discusiones sobre instituciones que, supuestamente, no eran auténticamente polacas. Más allá de las diversas estrategias de los gobiernos para lidiar con el supuesto "problema", la Guerra de los Seis Días fue el punto de inflexión y la bienvenida ocasión para expulsar a la mayor parte de los judíos de Polonia.

### Fundamentalismo religioso
Albert sostiene que: "Sabes perfectamente que no existe ninguna frontera que me separe de la ciudad o a la ciudad de mi...vivimos en Arras una vida noble, sin los excesos e infamias que pudren Utrecht o Gante". Su objetivo primario es mantener alejado a David y sus ideas progresistas de la ciudad, así como aislar la ciudad de un entorno considerado como dañino. El segundo es modificar el Consejo de forma tal, que la responsabilidad y la culpan caigan sobre muchas cabezas, por más que él siga tomando las decisiones. El tercero, y de hecho primario, es la purificación. Jan dice al respecto: "Pero la cuestión radica en que se trata de una cualidad inseparable de nosotros mismos. En Arras es imposible renunciar a ese sufrimiento, legarlo, desarraigarnos de él. Es una partícula de nosotros mismos."
Albert dice antes de morir: "no importa lo que es, sino el nombre que lleva. Todo es lo que su nombre es...Llamé libertad a lo que en Arras sucedía y otros, siguiendo mi ejemplo, lo llamaron libertad, así que esto es la libertad y no otra cosa. Yo obligué a esta ciudad a que hiciera lo que hace y la ciudad quiere hacer lo que debe hacer...Me condeno a la pena eterna sólo para que Arras pueda llamar las cosas y a los actos en su propio lenguaje"  El enunciado es equiparable al lenguaje en la novela "1984" de George Orwell: "„Incluso los nombres de los cuatro ministerios que los gobiernan revelan un gran descaro al tergiversar deliberadamente los hechos. El Ministerio de la Paz se ocupa de la guerra; el Ministerio de la Verdad, de las mentiras; el Ministerio del Amor, de la tortura, y el Ministerio de la Abundancia, del hambre.“

### La peste
El tema de la peste ha sido abordado con frecuencia en la historia de la literatura, dos antecedentes de la novela de Szczypiorski merecen ser destacados: Albert Camus describió en su novela “La Peste” (1947) el curso de una epidemia en Orán desde el punto de vista del personaje principal, el Dr. Bernardo Rieux. La peste se convierte en el enemigo común de toda la población. Todos emprenden la lucha. El absurdo coincide con la realidad, porque la peste mata por igual a los culpables ya los inocentes. Se puede interpretar la novela como una historia sobre cómo reacciona la gente ante una catástrofe incontrolable. La interpretación que ha prevalecido, sin embargo, es que es un libro de resistencia contra el nacionalsocialismo, que Camus simboliza a través de la peste. La novela de Jens Peter Jacobsens (1847-1885)  "La Peste en Bergamo" se contrapone a la de Camus: el danés muestra la brutalización de la gente y el desmoronamiento de la comunidad. Desde esa perpectiva, adopta un punto de vista cercano al de Szczypiorski.
La metáfora de la enfermedad tiene para  Szczypiorski una doble función. Por un lado, la epidemia es la causa del caos y la disolución de todas las reglas vinculantes que funcionaban normalmente en la sociedad. La peste es así la base del caos, de la amoralidad, pero también de la disolución liberadora que afecta a todos. Por otro lado, funciona como símbolo de un modelo político basado en el pleno ejercicio del poder por parte de una minoría y el control logrado mediante el aislamiento y otras medidas adoptadas por las autoridades.
Marcel Reich-Ranicki se preguntaba al reseñar el libro: "Por supuesto, la peste en Arras es una realidad y al mismo tiempo una metáfora. ¿Para qué? ¿Por el estalinismo? Tal interpretación de esta parábola no sería del todo errónea, incluso parece muy plausible" 
Por otra parte, Szczypiorski diferencia claramente el período durante la peste y los desórdenes posteriores: "La peste no había sido obra nuestra, mientras los últimos acontecimientos. muchas de cuyas víctimas habían sido conciudadanos nuestros, debían adscribirse a nosotros mismos"

### Los judíos
La percepción de los judíos en la ciudad se describe de la forma siguiente: "Todos los ciudadanos comprendían que los judíos eran un elemento extraño y que Dios castigó a la ciudad obligándolos a cohabitar con los verdugos de Jesucristo."
La constante histórica es la habitual: estando el poder en crisis, el judío está atrapado entre la desesperación de la opinión pública y la debilidad de una autoridad que quiere canalizar las acciones de la población y desviar su atención para salvar su perdurabilidad. En la histeria que se apodera de las multitudes en tiempos de crisis la pregunta del histérico al maestro político y/o espiritual se vuelve apremiante, imperativa: “tú dices que eres el maestro,  demuéstralo ! – y para hacer eso, tienes que encontrar quién es el responsable de la crisis. Satanás no está muy lejos,  solo el Diablo puede haber desatado esta maldición sobre Arras, a través de sus embajadores en la tierra: los judíos. El odio al judío, consustancial al odio a sí mismo, que lo revela y lo propaga, le da alas a la turba enfurecida. Que el judío sea la primera salida del miedo es una constante histórica universal. Farías de Saxe dice al respecto: "He aquí como la sangre judía unifica a los espíritus cristianos...Es la mejor argamasa para nuestra urbe. Únicamente es una pena que la sala del Consejo apeste a estiércol y lana pura" 

## Recepción
La novela fue escrita entre septiembre de 1968 y noviembre de 1970 y fue atacada violentamente en la prensa oficial, luego los críticos la ignoraron, a pesar de que la primera edición se agotó en unas pocas semanas. Un año después fue rehabilitada por el filósofo Tadeusz Kotarbiński. Szczypiorski  hizo luego gestiones con su editor para lograr una reimpresión, pero solo recibió vagas promesas que no se concretizaron.
A partir de 1968 Szczypiorski se acercó a los círculos de oposición al régimen, entonces clandestinos. Cuando nació el sindicato libre Solidarność en 1980, asumió importantes funciones. En 13 de diciembre de 1981, cuando Jaruzelski proclamó el estado de sitio, miles de activistas fueron detenidos y llevados a campos de internamiento, incluido Szczypiorski. Fue detenido varios meses en el campo de Białołęka, donde estaban encerrados los principales líderes de Solidarność. No fue hasta 1982, en pleno estado de sitio, que se publicó la segunda edición de la Misa, de la que se vendieron treinta mil ejemplares en pocos días. La censura había autorizado la publicación antes del golpe y luego los burócratas del régimen fallaron en suspender la impresión.